# Jim Fitzpatrick (homme politique)
James Fitzpatrick (né le 4 avril 1952) est un homme politique britannique et ancien pompier qui est député de 1997 à 2019, pour Poplar and Canning Town jusqu'en 2010 et pour Poplar and Limehouse jusqu'à sa retraite. Il est membre du Parti travailliste. 
Il est ministre d'État à l'agriculture et à l'environnement au ministère de l'Environnement, de l'Alimentation et des Affaires rurales pendant le Gouvernement Brown. 

## Jeunesse
Fitzpatrick est né à Glasgow, en Écosse, et étudie à l'école secondaire Holyrood RC de Crosshill . À partir de 1970, il est stagiaire chez Tytrak à Glasgow, avant de s'installer à Londres en 1973 pour devenir chauffeur chez Mintex. En 1974, il rejoint les pompiers de Londres et est décoré de la médaille de service et de bonne conduite des pompiers en 1994  . Il quitte le service d'incendie lorsqu'il est élu à la Chambre des communes en 1997. 
Il est élu président du Parti travailliste de la circonscription Barking et président du Parti travailliste du Grand Londres pendant sept ans. 

## Carrière parlementaire
Fitzpatrick est choisi comme candidat travailliste contre deux députés en exercice, Mildred Gordon et Nigel Spearing. 
Il est élu à la Chambre des communes comme député pour le siège nouvellement créé de Poplar and Canning Town dans le quartier londonien de Tower Hamlets aux élections générales de 1997 avec une majorité de 18 915 voix. Il prononce son premier discours à la Chambre des communes le 17 juin 1997. 
Il est nommé Secrétaire parlementaire privé (PPS) du Secrétaire en chef du Trésor, Alan Milburn en 1999, jusqu'à ce que Milburn devienne le Secrétaire d'État à la Santé plus tard dans la même année. Après les élections générales de 2001, Fitzpatrick est nommé au gouvernement par Tony Blair en tant que whip adjoint du gouvernement, devenant Lord Commissaire au Trésor (whip du gouvernement) en 2002. Il est de nouveau promu au sein du bureau des whips en 2003 lorsqu'il devient vice-chambellan de la maison. 
Fitzpatrick est réélu aux élections générales de 2005, puis nommé ministre subalterne au cabinet du vice-premier ministre, alors John Prescott, avec le rôle de ministre de Londres, rôle qu'il conserve lors de son passage au Département du commerce et de l’industrie en mai 2006. En 2007, il s'oppose à une Grève du CWU en disant que cela nuirait à leur cause. 
Le 29 juin 2007, il devient sous-secrétaire d'État parlementaire au ministère des Transports, avec la navigation, l'aviation et la sécurité routière parmi ses responsabilités, et est remplacé comme ministre de Londres par Tessa Jowell. 
En 2008, pendant la période de Noël, Fitzpatrick et son épouse se rendent au Bangladesh pour visiter les projets de développement soutenus par Canary Wharf Group. Le but du voyage est de visiter à nouveau le pays depuis 1999, et de voir les projets de régénération que ce groupe soutient. Au cours de sa visite, il visite l'Académie de football de Dacca, ainsi que Jagannathpur et Sylhet, d'où de nombreux Bangladais au Royaume-Uni sont originaires, dont beaucoup dans sa circonscription. Fitzpatrick est promu ministre du ministère de l'Environnement, de l'Alimentation et des Affaires rurales lors du remaniement de juin 2009. Il conserve ce rôle jusqu'à la défaite du Labour aux élections générales de 2010.   
À la suite de changements de frontières, Fitzpatrick se présente dans la circonscription nouvellement créée de Poplar and Limehouse en 2010, et est réélu  battant George Galloway, du Parti du respect, troisième derrière les conservateurs . 
Il est directeur de campagne de l'ancienne députée travailliste Oona King (baronne King de Bow) dans sa tentative ratée d'être investie comme candidate travailliste lors de l'Élections municipales de 2012 à Londres . 
De 2010 jusqu'à sa démission en 2013, il est ministre d'État fantôme pour les transports , couvrant l'aviation, la navigation et la sécurité routière, son ancien portefeuille ministériel. 
En août 2013, il démissionne afin de voter contre les motions travailliste et du gouvernement sur l'utilisation des armes chimiques en Syrie  indiquant qu'il est « opposé à une intervention militaire en Syrie» . 
En décembre 2015, Fitzpatrick vote pour l'utilisation des frappes aériennes britanniques en Syrie contre l'État islamique . 
Fitzpatrick est l'un des 13 députés à voter contre le déclenchement des élections générales de 2017 . 
Fitzpatrick est l'un des cinq rebelles travaillistes à soutenir l'accord sur le Brexit de Theresa May en mars 2019. Il vote contre des propositions pour des formes plus douces de Brexit telles que l'adhésion à l'EEE, contre une collègue du parti, l'amendement d'Yvette Cooper pour retarder le Brexit pour éviter tout accord et pour le président du comité conservateur de 1922, Graham Brady, l'amendement visant à affaiblir le filet de sécurité nord-irlandais. 
En juin 2019, il annonce qu'il ne se présenterait pas à une réélection au Parlement, après avoir déclaré que l'élection générale de 2017 serait sa dernière élection . 

## Vie personnelle et honneurs
Fitzpatrick est marié au Dr Sheila Fitzpatrick. Il a deux enfants d'un précédent mariage. Il est supporter du Millwall Rugby Club, des Poplar Bowls, du Wapping Hockey Club et du West Ham United Football Club. 
En 2011, Fitzpatrick reçoit la Liberté de la cité de Londres et est admis, en 2017, au sein de la corporation Worshipful Company of Shipwrights.